# Koszykówka na Igrzyskach Wspólnoty Narodów 2018
Koszykówka na Igrzyskach Wspólnoty Narodów 2018 – jedna z dyscyplin podczas Igrzysk Wspólnoty Narodów 2018 w Gold Coast. Zostały rozegrane dwie konkurencje, które odbyły się w dniach 5–15 kwietnia 2018 roku w Gold Coast Hockey Centre. W zawodach wzięło udział 190 zawodników z 11 państw.

## Uczestniczące państwa
W koszykówce podczas igrzysk wystąpiło 16 zespołów.

Mężczyźni:
- Anglia
- Australia
- Indie
- Kamerun
- Kanada
- Nigeria
- Nowa Zelandia
- Szkocja

Kobiety:
- Anglia
- Australia
- Indie
- Jamajka
- Kanada
- Malezja
- Mozambik
- Nowa Zelandia

## Medaliści
Źródło:
| Konkurencja | Złoto | Srebro | Brąz |
| Mężczyźni   | Australia · Lucas Walker · Cameron Gliddon · Chris Goulding · Jason Cadee · Mitch Norton · Nicholas Kay · Brad Newley · Daniel Kickert · Angus Brandt · Damian Martin · Nathan Sobey · Jesse Wagstaff         | Kanada · Ammanuel Diressa · Jean Pierre-Charles · Justus Alleyn · Mamadou Gueye · Jean-Victor Mukama · Munis Tutu · Grant Shephard · Mambi Diawara · David Kapinga · Conor Morgan · Erik Nissen · Michael Shoveller                     | Nowa Zelandia · Reuben Te Rangi · Finn Delany · Shea Ili · Jarrod Kenny · Mika Vukona · Derone Raukawa · Thomas Abercrombie · Robert Loe · Tohi Smith-Milner · Jordan Ngatai · Ethan Rusbatch · Alex Pledger                           |
| Kobiety     | Australia · Jenna O’Hea · Tessa Lavey · Stephanie Talbot · Stephanie Blicavs · Elizabeth Cambage · Kelsey Griffin · Katie Ebzery · Belinda Snell · Ezi Magbegor · Cayla George · Alice Kunek · Nicole Seekamp | Anglia · Melita Emanuel-Carr · Nicolette Fong Lyew Quee · Siobhan Prior · Stefanie Collins · Rachael Vanderwal · Georgia Jones · Hannah Shaw · Eilidh Simpson · Mollie Campbell · Chantelle Pressley · Azania Stewart · Dominique Allen | Nowa Zelandia · Zara Jillings · Erin Rooney · Micaela Cocks · Kalani Purcell · Jordan Hunter · Antonia Edmondson · Natalie Taylor · Chevannah Paalvast · Jessica Bygate · Josephine Stockill · Deena Franklin · Charlisse Leger-Walker |

## Tabela medalowa
Źródło:
| Poz. | Państwo       |   |   |   | Razem |
| ---- | ------------- | - | - | - | ----- |
| 1.   | Australia     | 2 | 0 | 0 | 2     |
| 2.   | Anglia        | 0 | 1 | 0 | 1     |
| 2.   | Kanada        | 0 | 1 | 0 | 1     |
| 4.   | Nowa Zelandia | 0 | 0 | 2 | 2     |